# قناة بيلتير

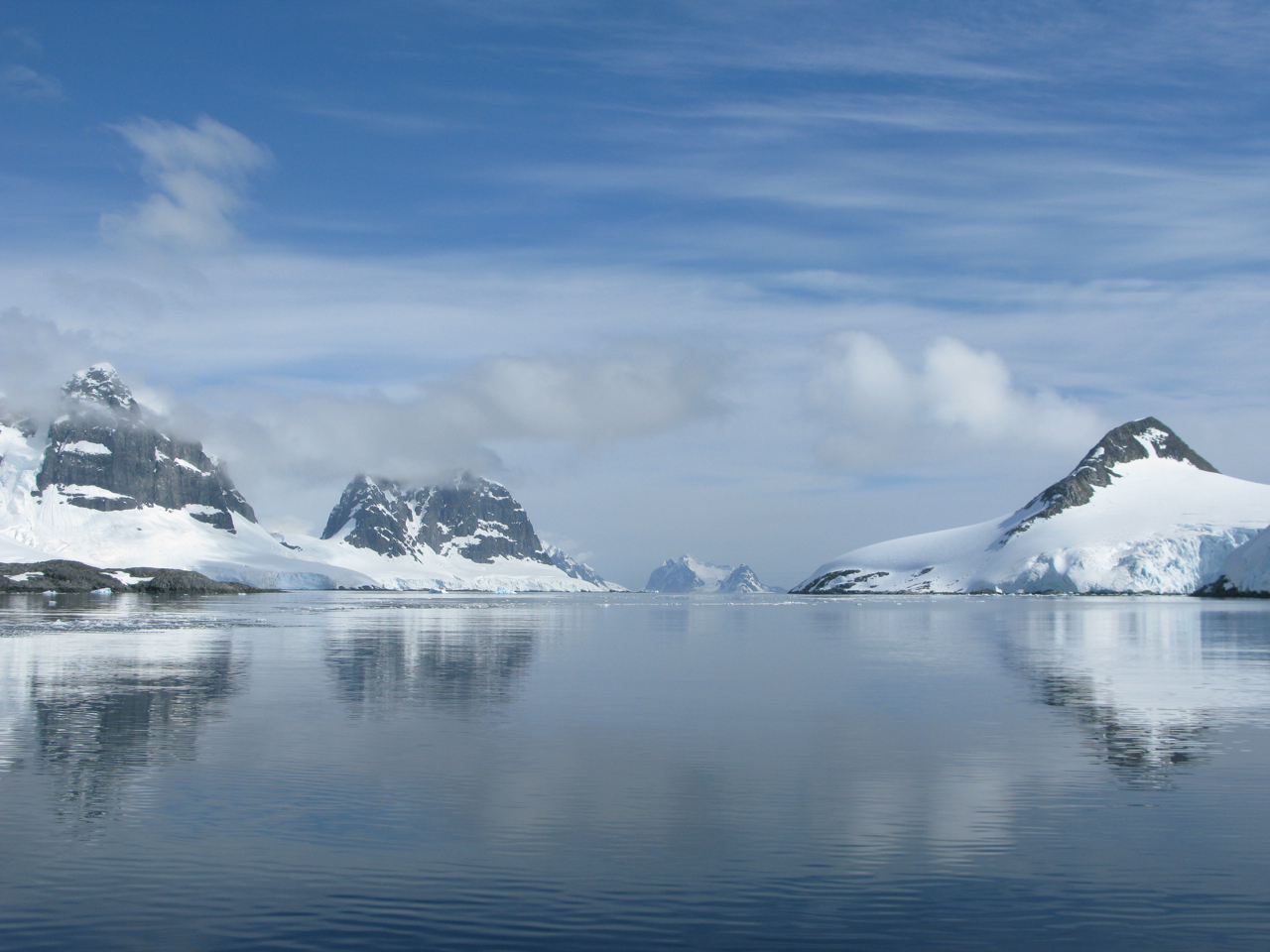
قناة بلتييه ، كما ترى من المخرج الجنوبي.

قناة بيلتير (بالإنجليزية: Peltier Channel)‏ () قناة بحرية في القارة القطبية الجنوبية يبلغ طولها 6 أميال بحرية (11 كم) ، تمتد على المحور الشمالي الشرقي -الجنوبي الغربي، تفصل ما بين جزيرة دومير وجزيرة وينكي، وتقع جنوب ميناء لوكروي في أرخبيل بالمر إلى الغرب من شبه الجزيرة القطبية الجنوبية.
اكتشف الجزيرة العالم الفرنسي شاركوت الذي كان أحد افراد البعثة الفرنسية لإستكشاف القطب الجنوبي (1903-1905)، وسميت على اسم الفيزيائي الفرنسي جان بيلتير.
تم أجراء مسح ومعاينة للجزيرة للمرة الأولى في مارس 2019 بواسطة سفينة الأبحاث النرويجية (HMS Protector).